# Arcizans-Dessus
Arcizans-Dessus är en kommun i departementet Hautes-Pyrénées i regionen Occitanien i sydvästra Frankrike. Kommunen ligger i kantonen La Vallée des Gaves som tillhör arrondissementet Argelès-Gazost. År 2022 hade Arcizans-Dessus 115 invånare.

## Befolkningsutveckling
Antalet invånare i kommunen Arcizans-Dessus
| Referens: INSEE |